# Baseball under sommer-OL 2020
Baseball under sommer-OL 2020 afvikles på Yokohama Stadium, der ligger i byen Yokohama og på Fukushima Azuma Baseball Stadium, der ligger I byen Fukushima.

## Turneringsformat
Baseball afvikles kun for herrer med 6 hold og med deltagelse af i alt 144 udøvere.

## Program
| GS | Grupperunde | F | Finale |

| Ons 28 | Tors 29 | Fre 30 | Lør 31 | Søn 1 | Man 2 | Tirs 3 | Ons 4 | Tors 5 | Fre 6 | Lør 7 |
| ------ | ------- | ------ | ------ | ----- | ----- | ------ | ----- | ------ | ----- | ----- |
| GS     | GS      | GS     | GS     | F     | F     | F      | F     | F      |       | F     |

## Medaljefordeling

### Medaljetabel
*   Værtsnation ( Japan)
| Rank           | NOC                       | Guld | Sølv | Bronze | Total |
| -------------- | ------------------------- | ---- | ---- | ------ | ----- |
| 1              | Japan*                    | 1    | 0    | 0      | 1     |
| 2              | USA                       | 0    | 1    | 0      | 1     |
| 3              | Den Dominikanske Republik | 0    | 0    | 1      | 1     |
| Total (3 NOCs) | Total (3 NOCs)            | 1    | 1    | 1      | 3     |

### Medaljevindere
| Event              | Guld | Sølv | Bronze |
| ------------------ | --- | --- | --- |
| Mændenes turnering | Japan · Kōyō Aoyagi · Suguru Iwazaki · Masato Morishita · Hiromi Itoh · Yoshinobu Yamamoto · Masahiro Tanaka · Yasuaki Yamasaki · Ryoji Kuribayashi · Yūdai Ōno · Kodai Senga · Kaima Taira · Ryutaro Umeno · Takuya Kai · Tetsuto Yamada · Sōsuke Genda · Hideto Asamura · Ryosuke Kikuchi · Hayato Sakamoto · Munetaka Murakami · Kensuke Kondo · Yuki Yanagita · Ryoya Kurihara · Masataka Yoshida · Seiya Suzuki | USA · Shane Baz · Anthony Carter · Brandon Dickson · Anthony Gose · Edwin Jackson · Scott Kazmir · Nick Martinez · Scott McGough · David Robertson · Joe Ryan · Ryder Ryan · Simeon Woods Richardson · Tim Federowicz · Mark Kolozsvary · Nick Allen · Eddy Alvarez · Triston Casas · Todd Frazier · Jamie Westbrook · Tyler Austin · Eric Filia · Patrick Kivlehan · Jack López · Bubba Starling | Den Dominikanske Republik · Darío Álvarez · Gabriel Arias · Jairo Asencio · Luis Felipe Castillo · Jumbo Díaz · Junior García · Jhan Mariñez · Cristopher Mercedes · Denyi Reyes · Ramón Rosso · Ángel Sánchez · Raúl Valdés · Roldani Baldwin · Charlie Valerio · José Bautista · Juan Francisco · Jeison Guzmán · Erick Mejia · Gustavo Núñez · Emilio Bonifácio · Melky Cabrera · Johan Mieses · Yefri Pérez · Julio Rodríguez |